# 1641
Portal Geschichte | Portal Biografien | Aktuelle Ereignisse | Jahreskalender | Tagesartikel

◄ |
16. Jahrhundert |
17. Jahrhundert
| 18. Jahrhundert | ►

◄ |
1610er |
1620er |
1630er |
1640er
| 1650er | 1660er | 1670er | ►

◄◄ |
◄ |
1637 |
1638 |
1639 |
1640 |
1641
| 1642 | 1643 | 1644 | 1645 | ► | ►►
Staatsoberhäupter  · Nekrolog   · Musikjahr
| Januar | Januar | Januar | Januar | Januar | Januar | Januar | Januar |
| Kw     | Mo     | Di     | Mi     | Do     | Fr     | Sa     | So     |
| 1      |        | 1      | 2      | 3      | 4      | 5      | 6      |
| 2      | 7      | 8      | 9      | 10     | 11     | 12     | 13     |
| 3      | 14     | 15     | 16     | 17     | 18     | 19     | 20     |
| 4      | 21     | 22     | 23     | 24     | 25     | 26     | 27     |
| 5      | 28     | 29     | 30     | 31     |        |        |        |
| ------ | ------ | ------ | ------ | ------ | ------ | ------ | ------ |

| Februar | Februar | Februar | Februar | Februar | Februar | Februar | Februar |
| Kw      | Mo      | Di      | Mi      | Do      | Fr      | Sa      | So      |
| 5       |         |         |         |         | 1       | 2       | 3       |
| 6       | 4       | 5       | 6       | 7       | 8       | 9       | 10      |
| 7       | 11      | 12      | 13      | 14      | 15      | 16      | 17      |
| 8       | 18      | 19      | 20      | 21      | 22      | 23      | 24      |
| 9       | 25      | 26      | 27      | 28      |         |         |         |
| ------- | ------- | ------- | ------- | ------- | ------- | ------- | ------- |

| März | März | März | März | März | März | März | März |
| Kw   | Mo   | Di   | Mi   | Do   | Fr   | Sa   | So   |
| 9    |      |      |      |      | 1    | 2    | 3    |
| 10   | 4    | 5    | 6    | 7    | 8    | 9    | 10   |
| 11   | 11   | 12   | 13   | 14   | 15   | 16   | 17   |
| 12   | 18   | 19   | 20   | 21   | 22   | 23   | 24   |
| 13   | 25   | 26   | 27   | 28   | 29   | 30   | 31   |
| ---- | ---- | ---- | ---- | ---- | ---- | ---- | ---- |

| April | April | April | April | April | April | April | April |
| Kw    | Mo    | Di    | Mi    | Do    | Fr    | Sa    | So    |
| 14    | 1     | 2     | 3     | 4     | 5     | 6     | 7     |
| 15    | 8     | 9     | 10    | 11    | 12    | 13    | 14    |
| 16    | 15    | 16    | 17    | 18    | 19    | 20    | 21    |
| 17    | 22    | 23    | 24    | 25    | 26    | 27    | 28    |
| 18    | 29    | 30    |       |       |       |       |       |
| ----- | ----- | ----- | ----- | ----- | ----- | ----- | ----- |

| Mai | Mai | Mai | Mai | Mai | Mai | Mai | Mai |
| Kw  | Mo  | Di  | Mi  | Do  | Fr  | Sa  | So  |
| 18  |     |     | 1   | 2   | 3   | 4   | 5   |
| 19  | 6   | 7   | 8   | 9   | 10  | 11  | 12  |
| 20  | 13  | 14  | 15  | 16  | 17  | 18  | 19  |
| 21  | 20  | 21  | 22  | 23  | 24  | 25  | 26  |
| 22  | 27  | 28  | 29  | 30  | 31  |     |     |
| --- | --- | --- | --- | --- | --- | --- | --- |

| Juni | Juni | Juni | Juni | Juni | Juni | Juni | Juni |
| Kw   | Mo   | Di   | Mi   | Do   | Fr   | Sa   | So   |
| 22   |      |      |      |      |      | 1    | 2    |
| 23   | 3    | 4    | 5    | 6    | 7    | 8    | 9    |
| 24   | 10   | 11   | 12   | 13   | 14   | 15   | 16   |
| 25   | 17   | 18   | 19   | 20   | 21   | 22   | 23   |
| 26   | 24   | 25   | 26   | 27   | 28   | 29   | 30   |
| ---- | ---- | ---- | ---- | ---- | ---- | ---- | ---- |

| Juli | Juli | Juli | Juli | Juli | Juli | Juli | Juli |
| Kw   | Mo   | Di   | Mi   | Do   | Fr   | Sa   | So   |
| 27   | 1    | 2    | 3    | 4    | 5    | 6    | 7    |
| 28   | 8    | 9    | 10   | 11   | 12   | 13   | 14   |
| 29   | 15   | 16   | 17   | 18   | 19   | 20   | 21   |
| 30   | 22   | 23   | 24   | 25   | 26   | 27   | 28   |
| 31   | 29   | 30   | 31   |      |      |      |      |
| ---- | ---- | ---- | ---- | ---- | ---- | ---- | ---- |

| August | August | August | August | August | August | August | August |
| Kw     | Mo     | Di     | Mi     | Do     | Fr     | Sa     | So     |
| 31     |        |        |        | 1      | 2      | 3      | 4      |
| 32     | 5      | 6      | 7      | 8      | 9      | 10     | 11     |
| 33     | 12     | 13     | 14     | 15     | 16     | 17     | 18     |
| 34     | 19     | 20     | 21     | 22     | 23     | 24     | 25     |
| 35     | 26     | 27     | 28     | 29     | 30     | 31     |        |
| ------ | ------ | ------ | ------ | ------ | ------ | ------ | ------ |

| September | September | September | September | September | September | September | September |
| Kw        | Mo        | Di        | Mi        | Do        | Fr        | Sa        | So        |
| 35        |           |           |           |           |           |           | 1         |
| 36        | 2         | 3         | 4         | 5         | 6         | 7         | 8         |
| 37        | 9         | 10        | 11        | 12        | 13        | 14        | 15        |
| 38        | 16        | 17        | 18        | 19        | 20        | 21        | 22        |
| 39        | 23        | 24        | 25        | 26        | 27        | 28        | 29        |
| 40        | 30        |           |           |           |           |           |           |
| --------- | --------- | --------- | --------- | --------- | --------- | --------- | --------- |

| Oktober | Oktober | Oktober | Oktober | Oktober | Oktober | Oktober | Oktober |
| Kw      | Mo      | Di      | Mi      | Do      | Fr      | Sa      | So      |
| 40      |         | 1       | 2       | 3       | 4       | 5       | 6       |
| 41      | 7       | 8       | 9       | 10      | 11      | 12      | 13      |
| 42      | 14      | 15      | 16      | 17      | 18      | 19      | 20      |
| 43      | 21      | 22      | 23      | 24      | 25      | 26      | 27      |
| 44      | 28      | 29      | 30      | 31      |         |         |         |
| ------- | ------- | ------- | ------- | ------- | ------- | ------- | ------- |

| November | November | November | November | November | November | November | November |
| Kw       | Mo       | Di       | Mi       | Do       | Fr       | Sa       | So       |
| 44       |          |          |          |          | 1        | 2        | 3        |
| 45       | 4        | 5        | 6        | 7        | 8        | 9        | 10       |
| 46       | 11       | 12       | 13       | 14       | 15       | 16       | 17       |
| 47       | 18       | 19       | 20       | 21       | 22       | 23       | 24       |
| 48       | 25       | 26       | 27       | 28       | 29       | 30       |          |
| -------- | -------- | -------- | -------- | -------- | -------- | -------- | -------- |

| Dezember | Dezember | Dezember | Dezember | Dezember | Dezember | Dezember | Dezember |
| Kw       | Mo       | Di       | Mi       | Do       | Fr       | Sa       | So       |
| 48       |          |          |          |          |          |          | 1        |
| 49       | 2        | 3        | 4        | 5        | 6        | 7        | 8        |
| 50       | 9        | 10       | 11       | 12       | 13       | 14       | 15       |
| 51       | 16       | 17       | 18       | 19       | 20       | 21       | 22       |
| 52       | 23       | 24       | 25       | 26       | 27       | 28       | 29       |
| 1        | 30       | 31       |          |          |          |          |          |
| -------- | -------- | -------- | -------- | -------- | -------- | -------- | -------- |

| Januar | Januar | Januar | Januar | Januar | Januar | Januar | Januar |
| Kw     | Mo     | Di     | Mi     | Do     | Fr     | Sa     | So     |
| 1      |        | 1      | 2      | 3      | 4      | 5      | 6      |
| 2      | 7      | 8      | 9      | 10     | 11     | 12     | 13     |
| 3      | 14     | 15     | 16     | 17     | 18     | 19     | 20     |
| 4      | 21     | 22     | 23     | 24     | 25     | 26     | 27     |
| 5      | 28     | 29     | 30     | 31     |        |        |        |
| ------ | ------ | ------ | ------ | ------ | ------ | ------ | ------ |

| Februar | Februar | Februar | Februar | Februar | Februar | Februar | Februar |
| Kw      | Mo      | Di      | Mi      | Do      | Fr      | Sa      | So      |
| 5       |         |         |         |         | 1       | 2       | 3       |
| 6       | 4       | 5       | 6       | 7       | 8       | 9       | 10      |
| 7       | 11      | 12      | 13      | 14      | 15      | 16      | 17      |
| 8       | 18      | 19      | 20      | 21      | 22      | 23      | 24      |
| 9       | 25      | 26      | 27      | 28      |         |         |         |
| ------- | ------- | ------- | ------- | ------- | ------- | ------- | ------- |

| März | März | März | März | März | März | März | März |
| Kw   | Mo   | Di   | Mi   | Do   | Fr   | Sa   | So   |
| 9    |      |      |      |      | 1    | 2    | 3    |
| 10   | 4    | 5    | 6    | 7    | 8    | 9    | 10   |
| 11   | 11   | 12   | 13   | 14   | 15   | 16   | 17   |
| 12   | 18   | 19   | 20   | 21   | 22   | 23   | 24   |
| 13   | 25   | 26   | 27   | 28   | 29   | 30   | 31   |
| ---- | ---- | ---- | ---- | ---- | ---- | ---- | ---- |

| April | April | April | April | April | April | April | April |
| Kw    | Mo    | Di    | Mi    | Do    | Fr    | Sa    | So    |
| 14    | 1     | 2     | 3     | 4     | 5     | 6     | 7     |
| 15    | 8     | 9     | 10    | 11    | 12    | 13    | 14    |
| 16    | 15    | 16    | 17    | 18    | 19    | 20    | 21    |
| 17    | 22    | 23    | 24    | 25    | 26    | 27    | 28    |
| 18    | 29    | 30    |       |       |       |       |       |
| ----- | ----- | ----- | ----- | ----- | ----- | ----- | ----- |

| Mai | Mai | Mai | Mai | Mai | Mai | Mai | Mai |
| Kw  | Mo  | Di  | Mi  | Do  | Fr  | Sa  | So  |
| 18  |     |     | 1   | 2   | 3   | 4   | 5   |
| 19  | 6   | 7   | 8   | 9   | 10  | 11  | 12  |
| 20  | 13  | 14  | 15  | 16  | 17  | 18  | 19  |
| 21  | 20  | 21  | 22  | 23  | 24  | 25  | 26  |
| 22  | 27  | 28  | 29  | 30  | 31  |     |     |
| --- | --- | --- | --- | --- | --- | --- | --- |

| Juni | Juni | Juni | Juni | Juni | Juni | Juni | Juni |
| Kw   | Mo   | Di   | Mi   | Do   | Fr   | Sa   | So   |
| 22   |      |      |      |      |      | 1    | 2    |
| 23   | 3    | 4    | 5    | 6    | 7    | 8    | 9    |
| 24   | 10   | 11   | 12   | 13   | 14   | 15   | 16   |
| 25   | 17   | 18   | 19   | 20   | 21   | 22   | 23   |
| 26   | 24   | 25   | 26   | 27   | 28   | 29   | 30   |
| ---- | ---- | ---- | ---- | ---- | ---- | ---- | ---- |

| Juli | Juli | Juli | Juli | Juli | Juli | Juli | Juli |
| Kw   | Mo   | Di   | Mi   | Do   | Fr   | Sa   | So   |
| 27   | 1    | 2    | 3    | 4    | 5    | 6    | 7    |
| 28   | 8    | 9    | 10   | 11   | 12   | 13   | 14   |
| 29   | 15   | 16   | 17   | 18   | 19   | 20   | 21   |
| 30   | 22   | 23   | 24   | 25   | 26   | 27   | 28   |
| 31   | 29   | 30   | 31   |      |      |      |      |
| ---- | ---- | ---- | ---- | ---- | ---- | ---- | ---- |

| August | August | August | August | August | August | August | August |
| Kw     | Mo     | Di     | Mi     | Do     | Fr     | Sa     | So     |
| 31     |        |        |        | 1      | 2      | 3      | 4      |
| 32     | 5      | 6      | 7      | 8      | 9      | 10     | 11     |
| 33     | 12     | 13     | 14     | 15     | 16     | 17     | 18     |
| 34     | 19     | 20     | 21     | 22     | 23     | 24     | 25     |
| 35     | 26     | 27     | 28     | 29     | 30     | 31     |        |
| ------ | ------ | ------ | ------ | ------ | ------ | ------ | ------ |

| September | September | September | September | September | September | September | September |
| Kw        | Mo        | Di        | Mi        | Do        | Fr        | Sa        | So        |
| 35        |           |           |           |           |           |           | 1         |
| 36        | 2         | 3         | 4         | 5         | 6         | 7         | 8         |
| 37        | 9         | 10        | 11        | 12        | 13        | 14        | 15        |
| 38        | 16        | 17        | 18        | 19        | 20        | 21        | 22        |
| 39        | 23        | 24        | 25        | 26        | 27        | 28        | 29        |
| 40        | 30        |           |           |           |           |           |           |
| --------- | --------- | --------- | --------- | --------- | --------- | --------- | --------- |

| Oktober | Oktober | Oktober | Oktober | Oktober | Oktober | Oktober | Oktober |
| Kw      | Mo      | Di      | Mi      | Do      | Fr      | Sa      | So      |
| 40      |         | 1       | 2       | 3       | 4       | 5       | 6       |
| 41      | 7       | 8       | 9       | 10      | 11      | 12      | 13      |
| 42      | 14      | 15      | 16      | 17      | 18      | 19      | 20      |
| 43      | 21      | 22      | 23      | 24      | 25      | 26      | 27      |
| 44      | 28      | 29      | 30      | 31      |         |         |         |
| ------- | ------- | ------- | ------- | ------- | ------- | ------- | ------- |

| November | November | November | November | November | November | November | November |
| Kw       | Mo       | Di       | Mi       | Do       | Fr       | Sa       | So       |
| 44       |          |          |          |          | 1        | 2        | 3        |
| 45       | 4        | 5        | 6        | 7        | 8        | 9        | 10       |
| 46       | 11       | 12       | 13       | 14       | 15       | 16       | 17       |
| 47       | 18       | 19       | 20       | 21       | 22       | 23       | 24       |
| 48       | 25       | 26       | 27       | 28       | 29       | 30       |          |
| -------- | -------- | -------- | -------- | -------- | -------- | -------- | -------- |

| Dezember | Dezember | Dezember | Dezember | Dezember | Dezember | Dezember | Dezember |
| Kw       | Mo       | Di       | Mi       | Do       | Fr       | Sa       | So       |
| 48       |          |          |          |          |          |          | 1        |
| 49       | 2        | 3        | 4        | 5        | 6        | 7        | 8        |
| 50       | 9        | 10       | 11       | 12       | 13       | 14       | 15       |
| 51       | 16       | 17       | 18       | 19       | 20       | 21       | 22       |
| 52       | 23       | 24       | 25       | 26       | 27       | 28       | 29       |
| 1        | 30       | 31       |          |          |          |          |          |
| -------- | -------- | -------- | -------- | -------- | -------- | -------- | -------- |

## Ereignisse

### Politik und Weltgeschehen

#### Dreißigjähriger Krieg

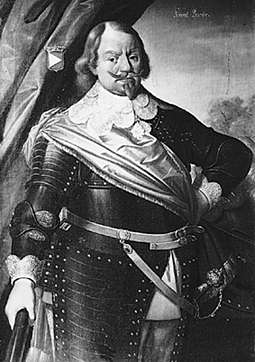
Johan Banér

- 17. Januar: Weil das Eis der zugefrorenen Donau bricht, scheitert ein Überraschungscoup schwedisch-französischer Truppen unter Führung von Johan Banér auf die Stadt Regensburg, in der ein Reichstag stattfindet.
- 27. März: Kaiserliche Truppen unter Franz von Mercy besiegen die schwedische Nachhut bei Neunburg vorm Wald.
- 6. Juli: Französische Rebellen unter Frédéric-Maurice de La Tour d’Auvergne und dem Graf von Soissons unterstützt von Kaiserlichen unter Guillaume de Lamboy siegen in der Schlacht von La Marfée im Fürstentum Sedan über französische Truppen.
- 14. Juli: Um Handlungsfreiheit in der Mark Brandenburg zu gewinnen, schließt Friedrich Wilhelm mit Schweden einen zweijährigen Waffenstillstand.
- 16. Juli bis 19. September: Kaiserliche Truppen unter Feldmarschall Melchior von Hatzfeldt beginnen die Belagerung von Dorsten.
- 18. September: Die Belagerung von Dorsten endet mit der schriftlichen Kapitulation der Stadt gegenüber den von Melchior von Hatzfeldt geführten Reichstruppen. Die verbliebene Besatzung von 650 Mann plus Verwaltungsbeamte und Familien erhält sicheren Abzug. Das Theatrum Europaeum berichtet von einem „jämmerlichen Ruin“ der Stadt Dorsten durch die Belagerung. Hessen-Kassel verliert mit dieser Niederlage die wichtigste Festung am rechtsrheinischen Niederrhein und lenkt in der Folgezeit den Hessenkrieg zusammen mit den Franzosen und Weimaranern in den linksrheinischen Teil des Erzstiftes Köln unter Kurfürst Ferdinand von Bayern und in das neutrale Herzogtum Jülich unter Herzog Wolfgang Wilhelm.
- Oktober: In Hamburg beginnen auf Vermittlung Dänemarks Friedensverhandlungen zwischen Frankreich, Schweden und dem Heiligen Römischen Reich.
- Dezember: Der Hamburger Präliminarfrieden schafft die Grundlagen für den 1644 beginnenden allgemeinen Friedenskongress in Münster und Osnabrück zur Beendigung des Dreißigjährigen Krieges.

#### Britische Inseln / Irische Rebellion
- 23. Oktober: Der Ausbruch der irischen Rebellion durch katholische Aufständische unter der Führung von Felim O’Neill of Kinard in Ulster führt zu Massakern unter Protestanten. Im November kommt es zur Schlacht von Julianstown, die mit einem Sieg der irischen Rebellen endet, und daran anschließend beginnt im Dezember die bis zum März dauernde erste Belagerung von Drogheda durch die irischen Rebellen.
- 23. November: Das Ende des Vorjahres einberufene später als Langes Parlament bekannte englische House of Commons verfasst eine Beschwerdeschrift, die in 204 Artikeln alle Verfehlungen auflistet, die König Karl I. seit seinem Regierungsantritt nach Ansicht der Parlamentarier begangen hat. Die von John Pym mit Unterstützung von John Hampden und Oliver Cromwell initiierte sogenannte Große Remonstranz wird zu einem der Auslöser des englischen Bürgerkrieges.

#### Weitere Ereignisse in Europa
- Es kommt zu ersten bewaffneten Auseinandersetzungen zwischen Spanien und Portugal. Der Spanisch-Portugiesische Krieg beginnt.
- Die Parlemente (= Gerichte) in Frankreich verlieren das Recht gegen königliche Edikte Einspruch zu erheben.

#### Asien
- 14. Januar: Die Niederländische Ostindien-Kompanie erobert das portugiesische Malakka und macht es zu einem Teil von Niederländisch-Indien.
- Kanjilo (Camiliquio), der muslimische Sultan von Tallo (Tolo) auf Sulawesi, greift die Nord- und Südküste Timors mit insgesamt 150 Schiffen und 7000 Mann an. Nach dreimonatigen Raubzügen zieht er sich wieder zurück.
- 26. Mai: Der in portugiesischen Diensten stehende Topasse Francisco Fernandes besiegt eine Streitmacht des Liurais von Wehale, dem dominierenden Reich Timors, an der Grenze zum mit Portugal verbündeten Mena. Die Portugiesen beginnen daraufhin mit einer groß angelegten Militäraktion, um ihre Kontrolle auf das Inselinnere von Timor auszuweiten.
- 3. August: Die Niederländische Ostindien-Kompanie erobert das seit 1629 in spanischem Besitz befindliche Fort Santo Domingo auf Taiwan.

### Wissenschaft und Technik

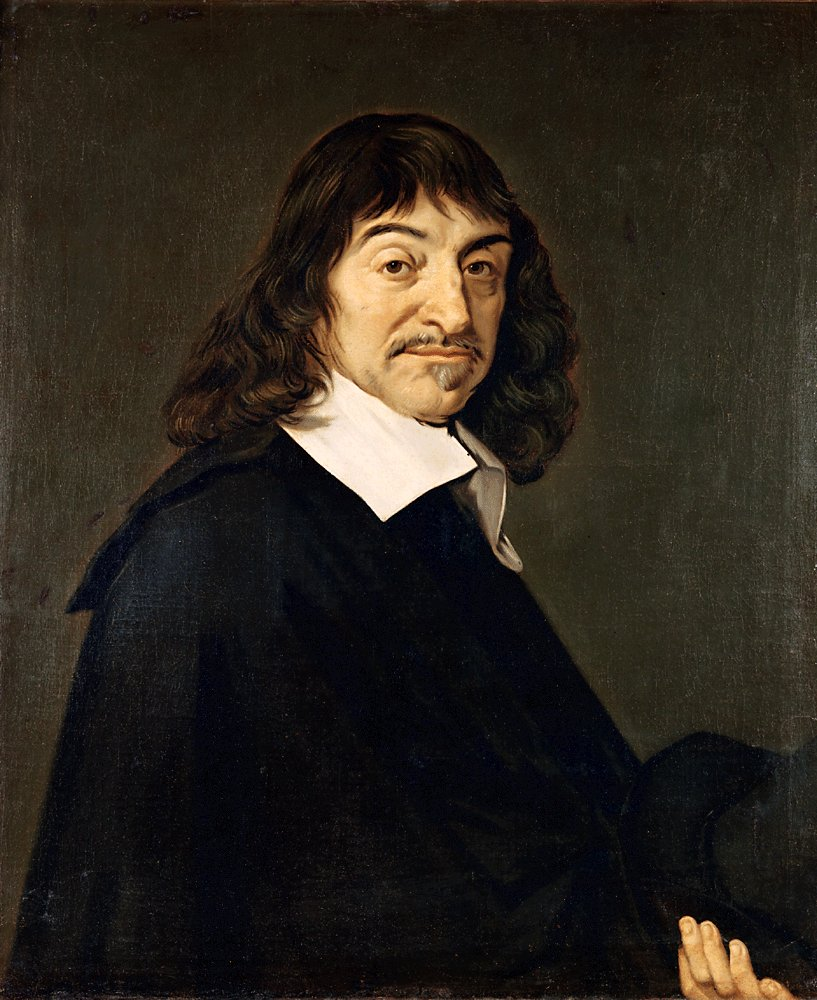
René Descartes in einem Porträt von Frans Hals

- Der französische Philosoph und Naturwissenschaftler René Descartes veröffentlicht vorerst in lateinischer Sprache die Meditationes de prima philosophia (Meditationen über die Grundlagen der Philosophie) über Metaphysik und Erkenntnistheorie.

### Kultur

#### Bildende Kunst

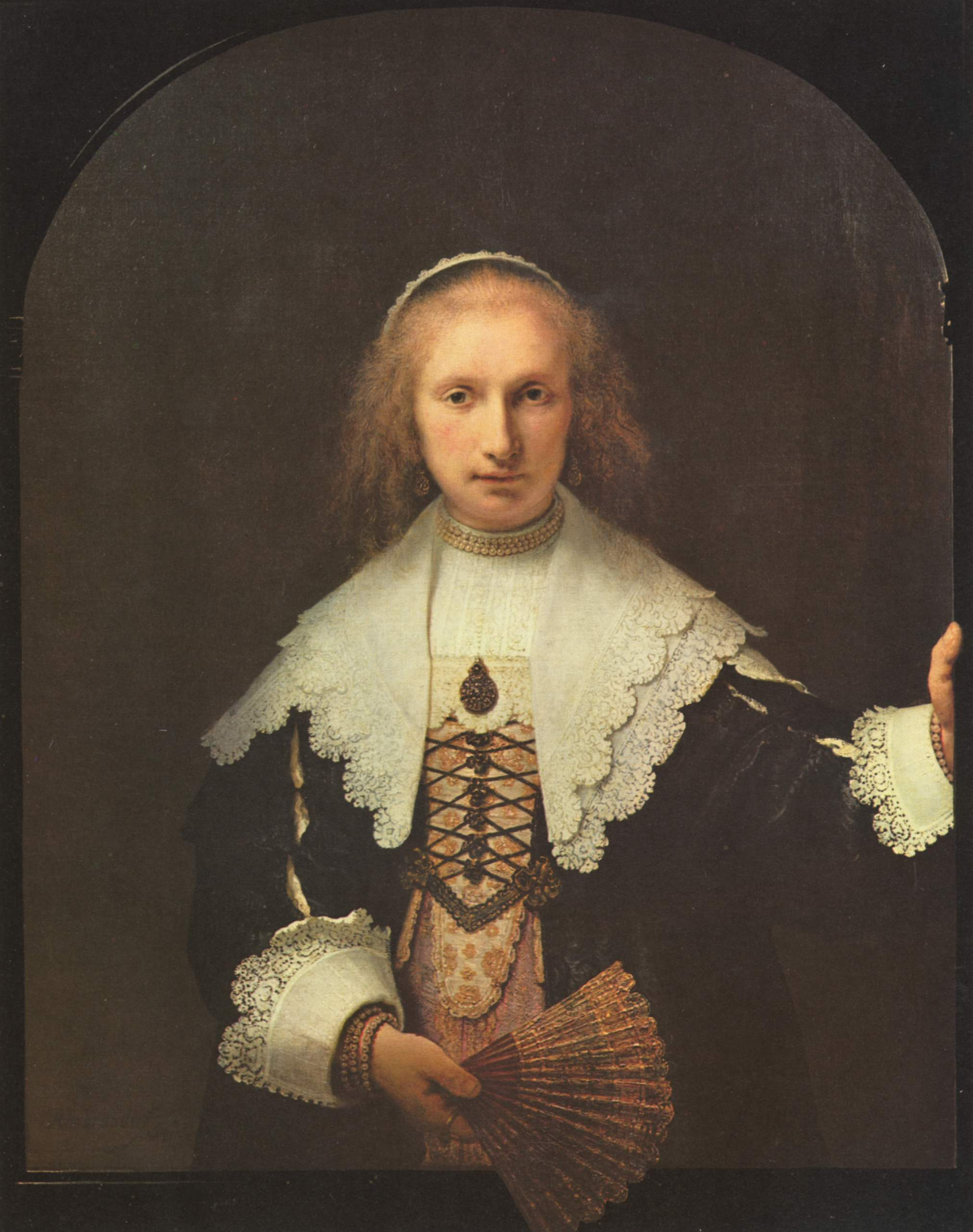
Rembrandt van Rijn: Portrait der Agatha Bas

- Rembrandt van Rijn malt das Portrait der Agatha Bas.

#### Musik und Theater
- Claudio Monteverdi veröffentlicht die Selva morale e spirituale, eine Sammlung geistlicher Werke.
- Heinrich Bach erhält das Organistenamt an der Arnstädter Liebfrauen- und Oberkirche, das er bis zu seinem Tode versieht.
- um 1641: Georg Neumark dichtet und vertont das Kirchenlied Wer nur den lieben Gott läßt walten.

### Gesellschaft

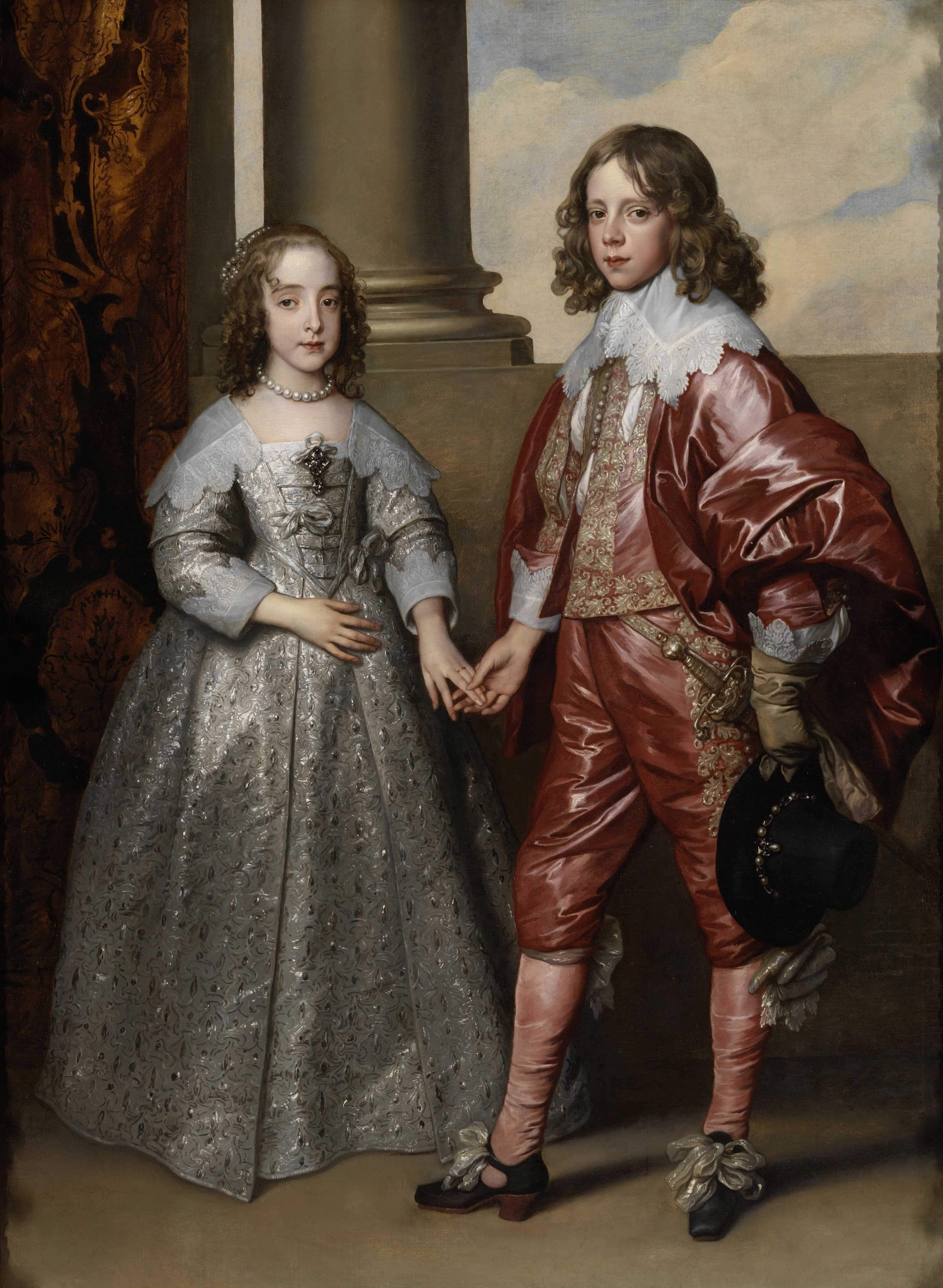
Prinz Wilhelm II. von Oranien und Prinzessin Maria Henrietta Stuart, Anthonis van Dyck, Öl auf Leinwand

Am 2. Mai heiratet der 14-jährige Wilhelm von Oranien, Sohn von Friedrich Heinrich von Oranien, Statthalter der Niederlande, und der Gräfin Amalie zu Solms-Braunfels, in der Königskapelle im Whitehall-Palast in London die neunjährige Princess Royal Maria Henrietta Stuart, älteste Tochter des englischen Königs Karl I. Stuart und der Prinzessin Henrietta Maria von Frankreich.

### Religion

Wappenschild Kardinal Mazarins

- 16. Dezember: Jules Mazarin wird in den Kardinalsstand erhoben.

### Katastrophen
- 11. Juni: Caracas wird von einem Erdbeben in Mitleidenschaft gezogen, das etwa 200 Tote verursacht. Es ist das erste bekannte Ereignis dieser Art seit Gründung der Stadt.

### Natur und Umwelt
- 3./4. Januar: Der Vulkan Parker auf den Philippinen bricht aus. Die Eruptionswolke verdunkelt die Insel Mindanao mehrere Wochen lang. Die Eruption erreicht auf dem Vulkanexplosivitätsindex die Stärke fünf und ist laut Zeugenberichten bis Vietnam und Kambodscha hörbar.

## Historische Karten und Ansichten

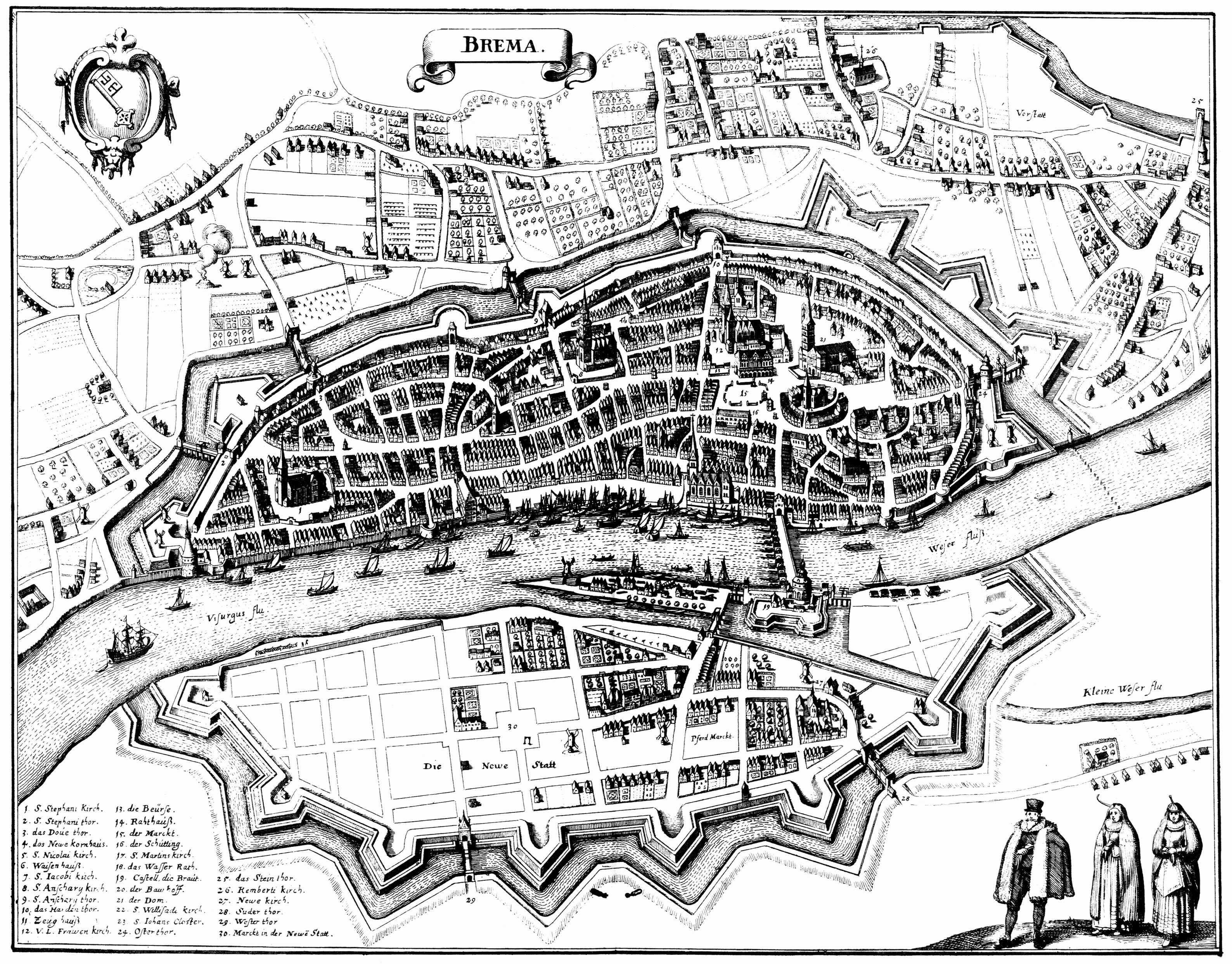
Bremen 1641

## Geboren

### Erstes Halbjahr
- 16. Januar: Pontiaan van Hattem, niederländischer Theologe und Religionsphilosoph († 1706)
- 18. Januar: François Michel Le Tellier de Louvois, französischer Staatsmann und Kriegsminister († 1691)
- 02. Februar: Claude de la Colombière, französischer katholischer Geistlicher († 1682)
- 08. Februar: Robert Knox, englischer Seefahrer († 1720)
- 13. Februar: Christian Albrecht, Fürstbischof von Lübeck und Herzog von Schleswig-Holstein-Gottorf († 1695)
- 02. März: Albert Anton, Graf von Schwarzburg-Rudolstadt († 1710)
- 14. März: Hyeonjong, 18. König der Joseon-Dynastie in Korea († 1674)
- 16. März: Philipp Matthäus, niederländischer Mediziner († 1690)
- 19. März: Abd al-Ghani an-Nabulusi, arabischer Sufi und Literat aus Damaskus († 1731)
- 05. April: Johann Georg Seidenbusch, bayerischer Priester und Begründer der Oratorianer-Institute († 1729)
- 07. Mai: Eberhard Anckelmann, evangelischer Theologe, Sprachforscher und Orientalist († 1703),
- 19. Mai: Christoph Egedacher, süddeutscher Orgelbauer († 1706)
- 23. Mai: Beat Fischer, Gründer der Post in der alten Stadt und Republik Bern († 1698)
- 28. Mai (getauft): Johann Weichard Valvasor, slowenischer Topograph und Historiker († 1693)
- 28. Juni: Marie Casimire Louise de la Grange d’Arquien, französische Adelige, Königin von Polen und Großfürstin von Litauen († 1716)
- 30. Juni: Meinhard von Schomberg, deutsch-französisch-englischer General und Heerführer († 1719)

### Zweites Halbjahr
- 30. Juli: Reinier De Graaf, niederländischer Arzt und Forscher († 1673)
- 02. August: Samuel Bottschild, Dresdner Maler († 1707)
- 11. August: Adam Tribbechov, deutscher evangelischer Theologe, Historiker und Ethnologe († 1687)
- 28. August: Heinrich, Fürst von Nassau-Dillenburg († 1701)
- 07. September: Tokugawa Ietsuna, vierter Shogun des Tokugawa-Shogunats in Japan († 1680)
- 17. September: Johann Sigismund Küffner, deutscher Kaufmann und Ratsherr († 1710)
- 26. September: Nehemiah Grew, englischer Botaniker, Physiker und Physiologe († 1712)
- 01. Oktober: Hans Adam von Schöning, kurbrandenburgischer und kursächsischer Feldmarschall († 1696)
- 11. Oktober: Hans Rudolf Tschudi, Schweizer Pfarrer, Wartau, Kanton St. Gallen († 1716)
- 14. Oktober: Dorothea Maria von Sachsen-Weimar, Herzogin von Sachsen-Zeitz († 1675)
- 24. Oktober: Christian Röhrensee, deutscher Ethiker und Politikwissenschaftler († 1706)
- 03. Dezember: Konrad Samuel Schurzfleisch, deutscher Historiker, Polyhistor und Bibliothekar († 1708)
- 22. Dezember: Anthonie Heinsius, niederländischer Staatsmann († 1720)
- 24. Dezember: Hans Wachtmeister zu Johannishus, schwedischer Admiral, Feldherr und Politiker († 1714)

### Genaues Geburtsdatum unbekannt
- Caspar Adelmann, deutscher Jesuitengelehrter und Lehrer († 1703)
- Sabbatai Ben Josef, jüdischer Schriftsteller, Gelehrter, Bibliograph und Verleger († 1718)
- Johann Friedrich Willading, Schweizer Staatsmann († 1718)

## Gestorben

### Erstes Halbjahr
- 03. Januar: Jeremia Horrocks, manchmal auch als Jeremiah Horrox bezeichnet, englischer Astronom (* 1619)
- 11. Januar: Franciscus Gomarus, flandrischer reformierter Theologieprofessor in Leiden, Saumur und Groningen (* 1563)
- 04. Februar: Johann Georg Vitzthum von Eckstedt, Kanoniker am Naumburger Dom und am Dom zu Halberstadt (* um 1585)
- 24. Februar: Graf Philipp Wolfgang von Hanau-Lichtenberg, Graf von Hanau-Lichtenberg (* 1595)
- 07. März: Theodor Höpingk, deutscher Historiker und Jurist (* 1591)
- 14. März: Adam von Schwarzenberg, Herrenmeister der Ballei Brandenburg des Johanniterordens (* 1583)
- 23. März: Andries Both, niederländischer Maler (* 1612/1613)
- 02. April: Georg von Braunschweig und Lüneburg-Calenberg, Herzog der Fürstentümer Calenberg und Göttingen (* 1582)
- 06. April: Domenichino, italienischer Maler (* 1581)
- 07. April: Anton Wolff von Todenwarth, Kanzler in der Landgrafschaft Hessen-Darmstadt (* 1592)
- 27. April: Wilhelm von Rath, deutscher Soldat (+ um 1585)
- 28. April: Hans Georg von Arnim-Boitzenburg, Feldherr und Politiker im Dreißigjährigen Krieg (* 1583)
- 12. Mai: Thomas Wentworth, 1. Earl of Strafford, englischer Staatsmann (* 1593)
- 20. Mai: Johan Banér, schwedischer Feldmarschall (* 1596)
- 27. Mai: Matthew Cradock, englischer Kaufmann, Politiker und Gouverneur der Massachusetts Bay Colony (* um 1590)
- 27. Juni: Michiel van Mierevelt, holländischer Maler (* 1567)

### Zweites Halbjahr
- 06. Juli: Louis de Bourbon, Graf von Soissons und Pair von Frankreich (* 1604)
- 15. Juli: Arnoldus Buchelius, niederländischer Humanist (* 1565)
- 21. Juli: Thomas Mun, englischer Kaufmann und Ökonom (* 1571)
- 02. August: Georg von der Wense, deutscher Verwaltungsbeamter (* 1582)
- 04. August: Otto III., Herzog von Braunschweig-Harburg (* 1572)
- 07. August: Gwanghaegun, 15. König der Joseon-Dynastie in Korea (* 1575)
- 11. September: Kraft zu Hohenlohe-Neuenstein-Öhringen, Graf von Hohenlohe-Neuenstein (* 1582)
- 13. September: Johannes VI. Pfister, Abt des Zisterzienserklosters in Ebrach
- 09. November: Ferdinand von Österreich, Kardinal und Feldherr (* 1609)
- 10. November: Asaf Khan, indischer Politiker (* 1569)
- 12. November: Philipp Ludwig III., Graf von Hanau-Münzenberg (* 1632)
- 07. Dezember: Albrecht Friedrich von Barby und Mühlingen, Besitzer der Herrschaften Rosenburg und Mühlingen, Mitglied der Fruchtbringenden Gesellschaft (* 1597)
- 09. Dezember: Anthonis van Dyck, flämischer Maler (* 1599)
- 13. Dezember: Johanna Franziska von Chantal, Ordensgründerin (* 1572)
- 22. Dezember: Maximilien de Bethune, Herzog von Sully, französischer Staatsmann  und Marschall von Frankreich (* 1559)
- 30. Dezember: Kaspar Ernst von Knoch, Beamter der Fürstentümer Anhalt-Bernburg und Anhalt-Dessau  und Mitglied der Fruchtbringenden Gesellschaft (* 1582)

### Genaues Todesdatum unbekannt
- Robert Dowland, englischer Komponist und Lautenist (* 1591)
- Gerard de Malynes, englischer Kaufmann (* 1586)